# Białogródka (stacja kolejowa)
Białogródka (ukr. Білгородка) – stacja kolejowa w pobliżu miejscowości Białogródka, w rejonie szepetowskim, w obwodzie chmielnickim, na Ukrainie. Położona jest na linii Szepetówka – Tarnopol.
W okresie międzywojennym istniała tu mijanka. Od stacji odchodzi kilkudziesięcio kilometrowa bocznica do cukrowni w Teofipolu.